# Arvo Pärt
Arvo Pärt (Paide, 11. rujna 1935.), estonski je skladatelj postmodernističke klasične i vjerske glazbe. Pärt stilski pripada minimalizmu, a glavna odlika njegovoga opusa je specifična skladateljska tehnika tintinnabuli koju je sam osmislio. Njegova je glazba djelomično inspirirana gregorijanskim napjevima. Među njegova najpoznatija djela spadaju Fratres (1977.), Spiegel im Spiegel (1978.) i Für Alina (1976.). Od 2011. do 2018., Pärt je bio najizvođeniji živući skladatelj, a 2019. godine zauzeo je drugo mjesto iza Johna Williamsa. Centar Arva Pärta otvoren je u Laulasmi 2018. godine skladatelju u čast. 

## Biografija
Arvo Pärt rođen je 1935. godine u Paideu, ali je odrastao u Rakvereu na sjeveru Estonije s majkom i očuhom. Kako je klavir u obiteljskoj kući bio pokvaren, srednje dionice nisu bile funkcionalne, mladi je Pärt počeo eksperimentirati s donjim i gornjim dionicama klavira. Sa sedam godina upisao je glazbenu školu u Rakvereu, a već je u osnovnoj školi počeo skladati vlastite radove. Prvu ozbiljnu skladbu napisao je dok je bio u srednjoj glazbenoj školu u Tallinnu, ali je ubrzo morao napustiti školu kako bi odslužio vojni rok, gdje je svirao obou. Nakon vojnog roka upisuje Tallinnski konzervatorij gdje studira u klasi Heina Ellera, koji je pohvalio lakoću njegovih skladateljskih vještina. Tijekom 1950-ih također je skladao svoje prvo vokalno djelo, kantatu Meie aed (hrv. Naš vrt) za dječji zbor i orkestar. Diplomirao je 1963. godine. 
Za vrijeme studija, Pärt je skladao glazbu za film i kazalište, a od 1957. do 1967. godine radio je kao producent za estonski državni radio Eesti Rahvusringhääling. Njegov Nekrolog iz 1960. godine postao je prva dodekafonska skladba u Estoniji, ali je naišla na kritike režimskoga skladatelja Tihona Hrenjikova, koji je optužio Pärta za korištenje stranih utjecaja zbog primjene serijalne tehnike u toj skladbi. Međutim, samo devet mjeseci kasnije dobio je prvu nagradu Unije skladatelja, što je ilustriralo nemogućnost sovjetskih vlasti da jasno odrede kakva je glazba bila režimski prikladna. Njegovo prvo potpuno sakralno djelo, Credo iz 1968., bilo je prekretnica u njegovom životu i karijeri: na osobnom nivou, Pärt je upao u kreativnu krizu te je odbacio tehnike koje je koristio ranije, dok je na profesionalnom nivou sakralna priroda djela dovela do njegovog neslužbenog cenzuriranja. Sljedećih je osam godina skladao vrlo malo, posvetivši se studiranju srednjovjekovne i renesansne glazbe kako bi pronašao nove načine izražavanja. Godine 1972. preobratio se iz luteranstva na pravoslavlje nakon što se vjenčao za svoju drugu suprugu Noru.
Arvo Pärt vratio se na scenu 1976. godine s novim, postmodernističkim stilom znanim kao tintinnabuli; od tada se njegova glazba uglavnom povezuje uz minimalizam. Njegova najpoznatija i najhvaljenija djela, poput skladbi Cantus in Memoriam Benjamin Britten, Fratres, Für Alina, Tabula Rasa i Spiegel im Spiegel, nastala su u ovom i sljedećem razdoblju njegove karijere. Godine 1980., uspio je nakon dugogodišnje borbe sa sovjetskim vlastima napustiti zemlju sa suprugom i dvojicom sinova. Isprva je živio u Beču gdje je uzeo austrijsko državljanstvo, ali se 1981. godine preselio u Berlin.
Njegova glazba, iako sakralna, bila je izrazito popularna te je njegov minimalizam utjecao i na druge skladatelje, poput Amerikanca Stevea Reicha koji ga je opisao kao hrabrog i talentiranog čovjeka. Njegovoj popularizaciji na Zapadu doprinio je Manfred Eicher, koji je od 1984. godine snimio nekoliko njegovih skladbi i predstavio ih zapadnoj publici. Nakon raspada Sovjetskoga Saveza, Pärt je postao jedan od najpopularnijih i najznačajnijih živućih skladatelja, a njegova su se djela izvodila diljem svijeta. Povodom Velikog jubileja u Rimu 2000. godine, napisao je vokalno-instrumentalno djelo Cecilia, vergine romana, koje je praizvedeno u Rimu u sklopu velike svečanosti. Otprilike u istom razdoblju vratio se u Estoniju te je neko vrijeme živio na relaciji Berlin-Tallinn. Krajem 2011. godine, papa Benedikt XVI. imenovao ga je članom Papinskog vijeća za kulturu.
Trenutno živi s obitelji u Laulasmi 35 kilometara od Tallinna, gdje su 2018. godine utemeljili i Centar Arva Pärta. Od 2011. do 2018. godine, Pärt je bio najizvođeniji živući skladatelj u svijetu, a od 2019. godine nadalje bio je drugi najizvođeniji iza Johna Williamsa.

## Opus
Pärtov opus u pravilu se dijeli u dvije faze. U prvoj, ranoj fazi, Pärt je slijedio put "klasičnog" modernističkog skladatelja. Skladao je djela pod utjecajem neoklasicističke tradicije ruskih velikana Dmitrija Šostakoviča i Sergeja Prokofjeva, te mađarskog kompozitora Béla Bartóka. Također je pisao djela pod utjecajem dodekafonske tehnike Arnolda Schönberga, ali i serijalne tehnike Oliviera Messiaena. Međutim, ovo ne samo da je izazvalo bijes sovjetskog režima, već je za Pärta bio kreativni promašaj, s obzirom na činjenicu da su svi ti stilovi za njega bili slijepa ulica. Nakon što su sovjetski cenzori zabranili njegova rana djela, Pärt je upao u jedno od nekoliko razdoblja kreativne šutnje, kada se posvetio proučavanju srednjovjekovne i renesansne sakralne glazbe. U kontekstu ovoga, njegov je biograf, Paul Hillier, napisao kako je Pärt upao u takav očaj da se pisanje samo jedne note učinilo nemogućim i potpuno besmislenim.
Njegov Credo iz 1968. godine bilo je u određenom smislu prijelazno djelo, budući da je u primjeni avangardnih tehnika odudaralo od ranih atonalnih djela, ali i kasnijih tintinnabula. Inspiriran sakralnom glazbom koju je proučavao, u Credu je koristio različite stilove kako bi izrazio snagu svoje vjere u Boga, što je u skladu s naslovom same skladbe. Iako je djelo kombiniralo avangardu i konstruktivizam, sovjetski su ga cenzori zabranili zbog religijskog konteksta. Prijelazno djelo mu je i Treća simfonija iz 1971. godine, inspirirana ranom europskom polifonijom, a nakon koje se potpuno posvetio staroj glazbi, posebice gregorijanskim napjevima i polifoniji renesansne glazbe u Europi. 
Ono što je proizašlo iz ovoga bio je jedan potpuno novi Pärt, odnosno Pärt čija je glazba bila radikalno drugačija. Primjeri novog stila su Fratres, Cantus in Memoriam Benjamin Britten i Tabula Rasa, a sam Pärt opisao ga je pojmom "tintinnabuli", poput zvuka zvona koja zvone. Njegova skladba Spiegel im Spiegel iz 1978. godine izrazito je popularan primjer ove tehnike, korišten je i u nizu filmova. Ovu glazbu karakteriziraju vrlo jednostavne harmonije, često uz samo jednu notu ili akorde, koji čine osnovu zapadne harmonije. Time se postiže zvuk koji podsjeća na zvuk zvona. Djela su također ritmički vrlo jednostavna i ne mijenjaju tempo. Također je znakovito kako su ova djela mahom sakralna po prirodi, iako rijetko na estonskome jeziku. Pärt uglavnom preferira latinski ili starocrkvenoslavenski jezik. Veća sakralna djela iz njegovog drugog razdoblja čine skladbe Berliner Messe, Passio i Te Deum. Međutim, Pärt nije bio potpuno jednosmjeran skladatelj, tako da njegova kasnija djela uključuju i druge vrste skladbi, poput one Für Lennart, napisane u čast bivšega estonskog predsjednika Lennarta Merija i izvedena na njegovom sprovodu.

## Vanjske poveznice
- Arvo Pärt  Arhivirana inačica izvorne stranice od 28. listopada 2022. (Wayback Machine) biography and works on the UE website (publisher)
- Arvo Pärt discography at Classical Net
- Arvo Pärt Conference at Boston University
- Arvo Pärt – extensive site
- Biography in MUSICMATCH Guide – small biography and list of works.
- Arvo Pärt and the New Simplicity  Arhivirana inačica izvorne stranice od 22. listopada 2003. (Wayback Machine) – article by Bill McGlaughlin, with audio selections
- Steve Reich about Arvo Pärt, in an interview with Richard Williams, The Guardian, 2 January 2004
- Spike Magazine Interview
- Arvo Pärt Centre – most up-to-date info and more
- Arvo Pärt u internetskoj bazi filmova IMDb-u (engl.)